# M.A.G.I.C.
M.A.G.I.C. — второй мини-альбом шведского дуэта The Sound of Arrows, вышедший в 2009 году. M.A.G.I.C. был доступен для бесплатного скачивания на сайте звукозаписывающей компании.

## Об альбоме
В песне «M.A.G.I.C.» есть слова «хватай свой шанс, следуй мечте» и «мир полон магии», она, на самом деле, о фатализме и поиске надежды в безнадежности. Песня M.A.G.I.C. была использована в рекламном ролике для автомобиля Mitsubishi Outlander компании Mitsubishi Motors.
Если вслушиваться в текст песни, то оказывается, что это не чрезвычайно весёлая песня, она о том, что мир — отвратительное место и всё будет ещё хуже, так что вам стоит веселиться даже во время авиакатастрофы.
В записи хора для песни «M.A.G.I.C.» приняла участие шведская исполнительница Hanna из Name The Pet, которая стала сенсацией со своим дебютом в Великобритании.
В 2011 году песня «Magic» была издана в качестве сингла с предстоящего дебютного альбома группы.

## Список композиций
CD
1. «M.A.G.I.C.» — 3:33
2. «M.A.G.I.C.» (Cof Cof Remix) — 5:27
3. «M.A.G.I.C.» (Let's Get Invisible Remix) — 4:50
4. «M.A.G.I.C.» (Curtis Vodka Remix) — 6:15
5. «M.A.G.I.C.» (Ice Cream Shout Version) — 3:33
6. «Smalltown Lullaby» — 3:34

## Участники записи
- The Sound of Arrows — слова, музыка, микширование (треки: 6), продюсирование (треки: 6)
- Henrik Von Euler — микширование (треки: с 1 по 5), продюсирование (треки: с 1 по 5)
- Lance And John — дизайн обложки диска
- Einar Åkerlind/LPS — рукописная типография
- One Size Fits All — дизайн логотипа
- Edine Kwok — бэк-вокал (треки: с 1 по 5)
- Hanna Brandén — бэк-вокал (треки: с 1 по 5)
- Hugo Wikström — бэк-вокал (треки: с 1 по 5)
- Klara — бэк-вокал (треки: с 1 по 5)[6]